# El Araucano
El Araucano fue un periódico chileno estatal y bisemanal, publicado en Santiago entre 1830 y 1877 e inspirado por el comerciante y político Diego Portales. Fue iniciativa del gobierno conservador, del cual publicó sus leyes y decretos. Nunca tuvo problemas de financiamiento gracias al apoyo gubernamental. Desde sus inicios, y hasta 1853, Andrés Bello colaboró en temas de política exterior y literatura, traducción de artículos y comentarios de libros, entre otros. El naturalista francés Claudio Gay publicó en él sus investigaciones, y Eusebio Lillo, la letra de la Canción Nacional en 1847. Fue reemplazado por el Diario Oficial.
En 2024, la Biblioteca Nacional de Chile anunció a través de sus redes sociales la digitalización de este periódico, quedando disponible en la web los primeros años, desde 1830 hasta 1849.